# Sarah Monod

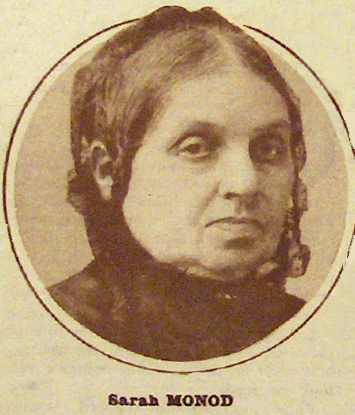
Sarah Monod

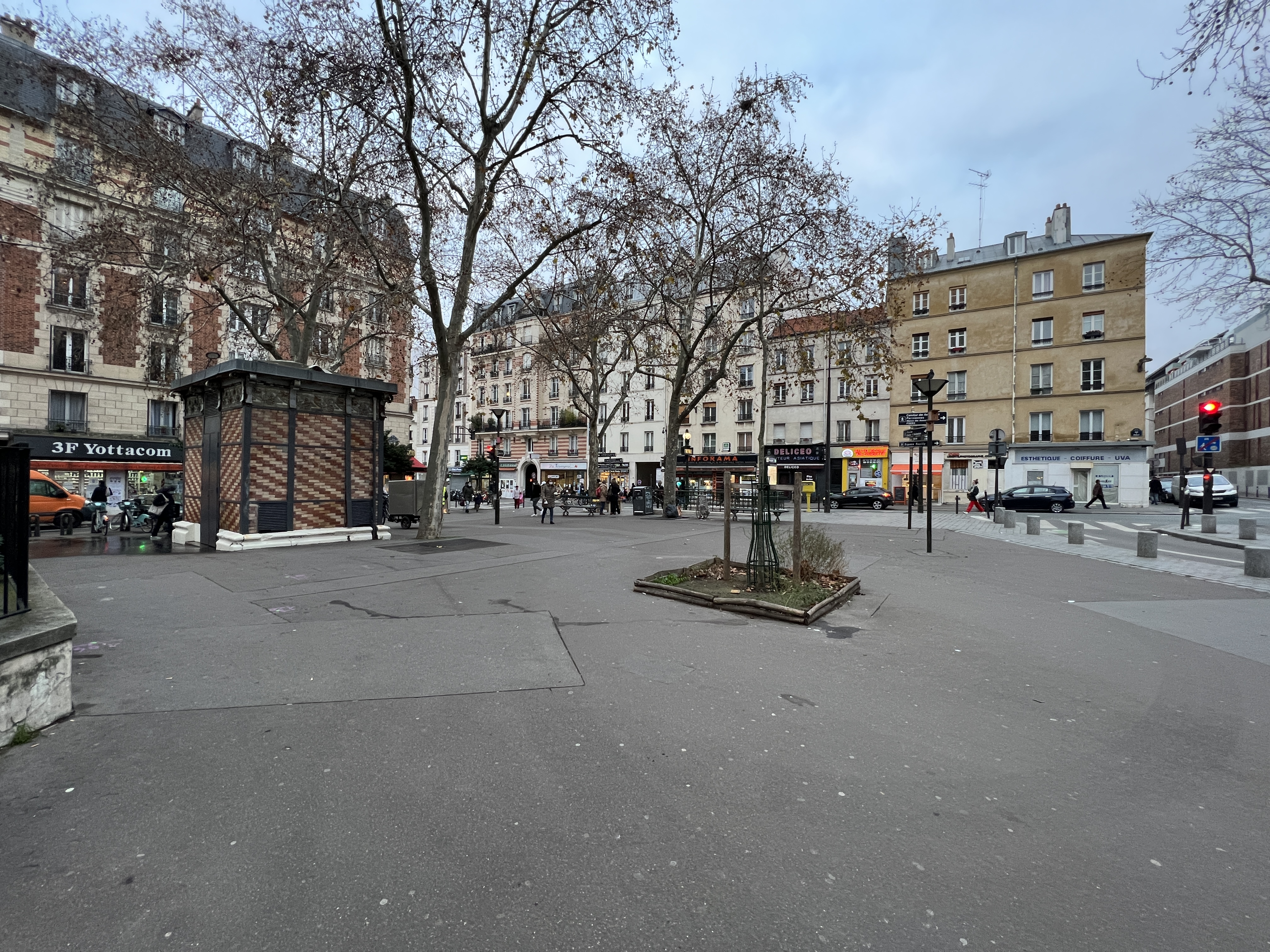
Place Sarah Monod in Paris

Sarah Monod (* 24. Juni 1836 in Lyon; † 13. Dezember 1912 in Paris) war eine französische Abolitionistin, Feministin, Philanthropin und Protestantin.

## Leben
Alexandrine Elisabeth Sarah Monod wurde als das vierte von sieben Kindern des Pastors Adolphe Monod und seiner schottischen Frau Hannah Honyman geboren. Sie wurde am 24. Juli 1836 getauft; ihre Taufpaten waren ihr Onkel Édouard Monod, ein Händler aus Le Havre, und ihre Tanten Eliza und Betsy Monod.
Über ihre Kindheit gibt es nur wenige Quellen. Neben ihrer Muttersprache Englisch, die sie fließend beherrschte, soll sie Privatunterricht vor allem in Italienisch und Deutsch erhalten haben. Sie kümmerte sich auch um die Erziehung ihrer neun Jahre jüngeren Schwester Camille. Die Sommer verbrachte sie mit ihrer Schwester Emilie in England oder in der Normandie bei der Familie des Pfarrers Puaux. So war sie schon als Kind mit Louise Puaux und Julie Puaux, der späteren Ehefrau von Jules Siegfried, befreundet, die beide später Mitstreiterinnen im Conseil national des femmes françaises (Nationalrat der französischen Frauen) waren.
Sarah Monod stand ihrem Vater sehr nahe. Sie war 19 Jahre alt, als er 1855 starb. Nachdem sie in den letzten Momenten seines Lebens mit ihm zusammengearbeitet hatte, bemühte sie sich, seine Werke zu sammeln. Sie veröffentlichte unter anderem Les Adieux d’Adolphe Monod à ses amis et à l’Eglise (Adolphe Monods Abschied von seinen Freunden und der Kirche), mehrere Bände mit Predigten, eine Sammlung von Briefen und eine Biographie ihres Vaters. Schwester Caroline Malvesin, der Gründerin der Diakonissenanstalt von Reuilly, widmete sie eine biographische Notiz.
Ihre fromme Erziehung schlug sich in ihrem Erscheinungsbild und in ihren Reden nieder und die Journalistin Jane Misme sprach davon, sie sei „gekleidet wie eine Quäkerin“ und nannte sie „Päpstin des Protestantismus“.

### Philanthropie
Der Deutsch-Französische Krieg markierte einen Wendepunkt im Leben von Sarah Monod. Nach dem Tod ihrer Mutter 1868 war sie in das Diakonissenhaus von Reuilly in Paris eingetreten. Dank ihres Engagements bei den Diakonissen kam sie bereits am 3. August 1870, nur 15 Tage nach Kriegsausbruch, an die Front bei Forbach. Die mobile Krankenstation Monod, die auf Anregung des protestantischen Hilfskomitees für verwundete und kranke Soldaten eingerichtet worden war, versorgte zwischen dem 3. August 1870 und dem 3. März 1871 mehr als 1500 Verwundete, insbesondere in den Schlachten von Daucourt und Beaumont.
Nach der Niederlage von Sedan reiste Sarah Monod nach London, um Geld und Material zu sammeln, und kehrte dann nach Frankreich zurück, um die Opfer der Schlacht an der Loire zu versorgen. Am 2. Juli 1871 erhielt sie das Bronzekreuz des Internationalen Hilfswerks für freiwillige Hilfe auf Schlachtfeldern, in Ambulanzen und Krankenhäusern. Einige Monate später half sie auch den Verwundeten der Pariser Kommune, ohne Unterschied der Lager.
Nach dem Krieg wurde sie zur weltlichen Vorsteherin der Diakonissenanstalt in Paris ernannt, ein Amt, das sie 30 Jahre lang innehatte und das sie erst aufgab, als sie 1901 zur Vorsteherin des Nationalrats der französischen Frauen ernannt wurde. Ihr einziger Bruder, William Monod, war Seelsorger in der Einrichtung. Sarah Monod organisierte dort die „Abteilung für Besserungserziehung“, in der minderjährige protestantische Straftäterinnen inhaftiert waren, und stellte die Fortschritte der Medizin in der Psychiatrie vor.
Ab 1861 ließ ihre Korrespondenz ihre Sorge um das Schicksal der Frauen erkennen. Das Frauengefängnis Saint-Lazare war der Ort, an dem sich die Philanthropie der protestantischen Abolitionisten kristallisierte. Schon ihr Vater predigte dort sonntags, ihre Mutter leitete dort eine Wohltätigkeitsorganisation. In Saint-Lazare lernte Sarah Monod Isabelle Bogelot, die Leiterin des Œuvre des libérées de Saint-Lazare (Werk der Befreiten von Saint-Lazare), sowie die Abolitionisten Josephine Butler, Émilie de Morsier und Aimé Humbert-Droz kennen.
Monod wirkte auf die christlichen Bewegungen ein, die sich für den Schutz junger Mädchen einsetzten, insbesondere für die Einrichtung von Kinderheimen und Stellenvermittlungsbüros, um die Prostitution junger Mädchen zu verhindern, die auf der Suche nach Arbeit in die Städte kamen. Gemeinsam mit ihrer Schwester Camille Vernes gründete sie 1892 die Unions chrétiennes de jeunes, den französischen Zweig des Christlichen Vereins junger Frauen.

### Feminismus
1889 fand in Paris am Rande der Weltausstellung der erste Internationale Frauenkongress (Congrès international des femmes) statt, der von Isabelle Bogelot und Émilie de Morsier organisiert wurde. Sarah Monod gehörte dem Kongresskomitee unter dem Vorsitz von Jules Simon an. Um den Schwung beizubehalten, beschloss sie, jedes Jahr „alle Frauen, die sich für Philanthropie interessieren“, zusammenzubringen: Die Konferenz von Versailles, die Sarah Monod 20 Jahre lang leiten sollte, war geboren. Das Treffen war international, es kamen Frauen aus ganz Europa, den USA, aber auch vom afrikanischen Kontinent (Lesotho, Senegal). Im Komitee saßen die großen Persönlichkeiten der protestantischen Philanthropie: Julie Siegfried, Isabelle Bogelot und Émilie de Morsier. Die Berichte über Gesetzgebung, Hygiene, Erziehung und Fürsorge wurden in der Zeitschrift La Femme veröffentlicht.
Der Conseil national des femmes françaises (CNFF) wurde 1901 als Dachverband der französischen Frauenverbände gegründet. Das von Isabelle Bogelot geleitete Initiativkomitee vereinte Sarah Monod, Adrienne Avril de Sainte-Croix und Julie Siegfried vom Internationalen Frauenkongress auf der einen Seite und Marie Bonnevial, Louisa Wiggishoff und Maria Pognon vom Internationalen Kongress für die Lage und die Rechte der Frau auf der anderen Seite. Obwohl Maria Pognon befürchtete, dass sie für viele „die Galionsfigur des Protestantismus“ sein könnte, entschied sich die Mehrheit für Sarah Monod als Präsidentin, die sich „sowohl durch ihre hohe moralische und intellektuelle Persönlichkeit ... als auch durch den Erfolg des Nationalrats“ aufdrängte.
Am 11. November 1911 erhielt Sarah Monod von Senator Ferdinand Dreyfus die Auszeichnung eines Ritters der Ehrenlegion. Unter den Reformen, die vom CNFF, dem sie vorstand, inspiriert oder empfohlen wurden, hob die französische Regierung insbesondere hervor:
- Das Gesetz vom 13. Juli 1907 über den freien Lohn der verheirateten Frau (auch als Loi Schmahl bekannt);[14]
- die sorgfältige und beständige Mitarbeit an den verschiedenen Regelungen zur Frauenarbeit;
- die Mitarbeit an Gesetzen und Gesetzesentwürfen, die zum Ziel haben, die Funktionsweise und Organisation der väterlichen Gewalt zu verbessern;
- die Mitarbeit am Gesetzentwurf ..., der dem Senat vorgelegt wurde und auf die Einrichtung von Jugendgerichten abzielt.[15]

Unter ihrem Vorsitz wurde die Sektion Suffrage des CNFF gegründet (1906).
Sarah Monod war Mitglied der Zeitung L’Avant-Courrière (gegründet 1893) und trat der Union française pour le suffrage des femmes (Französische Union für das Frauenstimmrecht) bei. Ihr Feminismus – so sie sich nicht gegen diese Bezeichnung wehrte – war jedoch ein Feminismus, der den Aktionen und Kampagnen mancher Suffragistinnen eher ablehnend gegenüberstand, aber bereit war, „mit Frauen der verschiedensten religiösen, philosophischen oder sozialen Anschauungen loyal und vertrauensvoll zusammenzuarbeiten“.
Sie starb am 13. Dezember 1912 im Alter von 76 Jahren an den Folgen eines Schlaganfalls. Ihre Beerdigung wurde im Tempel von Batignolles von Pastor Benjamin Couve in Anwesenheit von u. a. Frau Eugénie Ferry (1850–1902), Witwe des ehemaligen Staatspräsidenten Jules Ferry, Marguerite de Witt-Schlumberger, den Familien Puaux und Siegfried sowie Adrienne Avril de Sainte-Croix zelebriert. Sie wurde auf dem Friedhof Père-Lachaise beigesetzt.